# Nikolaï Otten
Nikolaï Davidovitch Potachinski (en russe : Николай Давидович Поташинский), aussi connu sous le pseudonyme Otten (russe : Оттен), est un dramaturge, traducteur, scénariste, critique russe et soviétique, né le 1er novembre 1907 à Saint-Pétersbourg et mort en 1983.

## Biographie
Son père David Davidovitch Potachinski est un entrepreneur qui dirige la rédaction et le secteur commercial de la revue Satirikon.
En 1929, il termine ses études à l'institut polytechnique de Leningrad (en faculté d'économie). Mais dès 1924, il commence à publier dans les journaux et les magazines des articles et des critiques sur des questions de théâtre et de cinéma. Il est membre de l'Union des écrivains depuis 1941. À la fin des années 1940, sous Staline, il s'est fait critiquer pour son cosmopolitisme. 

## Œuvre
On lui doit les récits Dan (paru à Moscou en 1980), À l'aube d'une belle jeunesse (1966) ; les pièces Vous portez un jugement ! (co-auteur avec Vadim Cherchenevitch, 1942), Ce n'est pas traverser un champ (co-auteur avec Frida Vigdorova, 1964), À travers la chaleur de l'âme (co-auteur avec Joseph Manevitch (ru), 1969) et d'autres encore. 
N. D. Otten est le scénariste des films Jours d'octobre (en) (1958) et Tatyana's Day (en) (1967). Il a composé une édition en six volumes Scénarios choisis du cinéma soviétique. Il a été l'un des rédacteurs de la collection littéraire Pages de Taroussa.

### Famille
Otten a épousé Elena Golycheva (ru), traductrice. La famille a vécu à Taroussa. Fréquentaient sa maison des artistes tels que Constantin Paoustovski, Nadejda Mandelstam, Alexandre Soljenitsyne, Alexandre Ginsburg et d'autres encore.